# Coelorachis lepidura
Coelorachis lepidura är en gräsart som beskrevs av Otto Stapf. Coelorachis lepidura ingår i släktet Coelorachis, och familjen gräs. Inga underarter finns listade i Catalogue of Life.